# Mistrzostwa Europy w saneczkarstwie na torach naturalnych
Mistrzostwa Europy w saneczkarstwie na torach naturalnych po raz pierwszy odbyły się w 1970 roku, a gospodarzem była austriacka miejscowość Kapfenberg. Organizatorem mistrzostw jest Międzynarodowa Federacja Saneczkarska (FIL).
W dotychczasowych edycjach mistrzostw medale zdobywali tylko zawodnicy pięciu państw: Włoch, Austrii, Rosji, Polski oraz Niemiec.

## Edycje
| lp. | rok  | miasto                 | państwo    |
| --- | ---- | ---------------------- | ---------- |
| 1.  | 1970 | Kapfenberg             | Austria    |
| 2.  | 1971 | Vandans                | Austria    |
| 3.  | 1973 | Taisten                | Włochy     |
| 4.  | 1974 | Niedernsill            | Austria    |
| 5.  | 1975 | Feld am See            | Austria    |
| 6.  | 1977 | Seis am Schlern        | Włochy     |
| 7.  | 1978 | Aurach                 | Austria    |
| 8.  | 1979 | Aosta                  | Włochy     |
| 9.  | 1981 | Niedernsill            | Austria    |
| 10. | 1983 | St. Konrad             | Austria    |
| 11. | 1985 | Szczyrk                | Polska     |
| 12. | 1987 | Jesenice               | Jugosławia |
| 13. | 1989 | Garmisch-Partenkirchen | RFN        |
| 14. | 1991 | Völs am Schlern        | Włochy     |
| 15. | 1993 | Stein an der Enns      | Austria    |
| 16. | 1995 | Kandałaksza            | Rosja      |
| 17. | 1997 | Passeier               | Włochy     |
| 19. | 1999 | Szczyrk                | Polska     |
| 19. | 2002 | Frantschach            | Austria    |
| 20. | 2004 | Hüttau                 | Austria    |
| 21. | 2006 | Umhausen               | Austria    |
| 22. | 2008 | Olang                  | Włochy     |
| 23. | 2010 | Sankt Sebastian        | Austria    |
| 24. | 2012 | Nowouralsk             | Rosja      |
| 25. | 2014 | Umhausen               | Austria    |
| 26. | 2016 | Passeier               | Włochy     |
| 27. | 2018 | Obdach-Winterleiten    | Austria    |
| 28. | 2020 | Moskwa                 | Rosja      |
| 29. | 2022 | Laas                   | Włochy     |
| 30. | 2024 | Jaufental              | Włochy     |

## Klasyfikacja medalowa
Stan po ME 2024
| Miejsce | Państwo | złoto | srebro | brąz | Razem |
| ------- | ------- | ----- | ------ | ---- | ----- |
| 1.      | Włochy  | 52    | 49     | 41   | 142   |
| 2.      | Austria | 33    | 40     | 44   | 117   |
| 3.      | Rosja   | 12    | 8      | 11   | 31    |
| 4.      | Polska  | 1     | 1      | 1    | 3     |
| 5.      | Niemcy  | 0     | 0      | 1    | 1     |

## Medaliści

### Kobiety

#### jedynki
| Rok: | Złoto:                   | Srebro:                  | Brąz:                    |
| 1970 | Hannelore Plattner       | Klara Niedertscheider    | Maria Dibiasi            |
| 1971 | Klara Niedertscheider    | Annemarie Ebner          | Ruth Oberhöller          |
| 1973 | Elfriede Pirkmann        | Berta Pichler            | Martha Ruech             |
| 1974 | Klara Niedertscheider    | Elfriede Pirkmann        | Annemarie Ebner          |
| 1975 | Klara Niedertscheider    | Annemarie Ebner          | Elfriede Pirkmann        |
| 1977 | Helene Mitterstieler     | Elfriede Pirkmann        | Rosa Schwingshackl       |
| 1978 | Elfriede Pirkmann        | Roswitha Fischer         | Ruth Oberhöller          |
| 1979 | Roswitha Fischer         | Christa Fontana          | Herta Hafner             |
| 1981 | Delia Vaudan             | Helene Mitterstieler     | Elfriede Pirkmann        |
| 1983 | Ingerborg Innerhofer     | Irmgard Lanthaler        | Delia Vaudan             |
| 1985 | Delia Vaudan             | Irmgard Lanthaler        | Herta Hafner             |
| 1987 | Delia Vaudan             | Helga Pichler            | Irene Koch               |
| 1989 | Delia Vaudan             | Jeanette Koppensteiner   | Irene Koch               |
| 1991 | Doris Haselrieder        | Irene Koch               | Delia Vaudan             |
| 1993 | Irene Zechner            | Doris Haselrieder        | Elvira Holzknecht        |
| 1995 | Irene Zechner            | Ljubov Panjutina         | Elvira Holzknecht        |
| 1997 | Ljubov Panjutina         | Elvira Holzknecht        | Sonja Steinacher         |
| 1999 | Sonja Steinacher         | Elvira Holzknecht        | Christa Gietl            |
| 2002 | Sandra Lanthaler         | Jekatierina Ławrientjewa | Sonja Steinacher         |
| 2004 | Jekatierina Ławrientjewa | Christa Gietl            | Barbara Abart            |
| 2006 | Christa Gietl            | Imelda Gruber            | Renate Gietl             |
| 2008 | Jekatierina Ławrientjewa | Renate Kasslatter        | Renate Gietl             |
| 2010 | Jekatierina Ławrientjewa | Evelin Lanthaler         | Renate Gietl             |
| 2012 | Jekatierina Ławrientjewa | Melanie Batkowski        | Evelin Lanthaler         |
| 2014 | Jekatierina Ławrientjewa | Melanie Schwarz          | Tina Unterberger         |
| 2016 | Evelin Lanthaler         | Greta Pinggera           | Jekatierina Ławrientjewa |
| 2018 | Evelin Lanthaler         | Greta Pinggera           | Tina Unterberger         |
| 2020 | Evelin Lanthaler         | Jekatierina Ławrientjewa | Tina Unterberger         |
| 2022 | Evelin Lanthaler         | Greta Pinggera           | Tina Unterberger         |
| 2024 | Evelin Lanthaler         | Riccarda Rütz            | Jenny Castiglioni        |

### Mężczyźni

#### jedynki
| Rok: | Złoto:              | Srebro:             | Brąz:               |
| 1970 | Ernst Stangl        | Anton Obernosterer  | Gottfried Lexer     |
| 1971 | Anton Obernosterer  | Gottfried Lexer     | Erwin Eichelberger  |
| 1973 | Ernst Stangl        | Josef Trojer        | Engelbert Fuchs     |
| 1974 | Enrico Graber       | Erwin Eichelberger  | Albert Eichelberger |
| 1975 | Alfred Kogler       | Enrico Graber       | Helmut Huter        |
| 1977 | Enrico Graber       | Werner Belkircher   | Damiano Lugon       |
| 1978 | Hubert Mairamhof    | Werner Prantl       | Alfred Kogler       |
| 1979 | Damiano Lugon       | Otto Bachman        | Andrea Millet       |
| 1981 | Otto Bachman        | Damiano Lugon       | Othmar Neulichedl   |
| 1983 | Otto Bachman        | Martin Jud          | Andreas Jud         |
| 1985 | Manfred Danklmaier  | Damiano Lugon       | Robert Tomelitsch   |
| 1987 | Manfred Graber      | Harald Steinhauser  | Erhard Mahlknecht   |
| 1989 | Damiano Lugon       | Gerhard Pilz        | Manfred Graber      |
| 1991 | Franz Obrist        | Erhard Mahlknecht   | Harald Steinhauser  |
| 1993 | Anton Blasbichler   | Willi Danklmaier    | Franz Obrist        |
| 1995 | Manfred Graber      | Martin Gruber       | Robert Tomelitsch   |
| 1997 | Reinhard Gruber     | Manfred Graber      | Gerhard Pilz        |
| 1999 | Anton Blasbichler   | Robert Batkowski    | Gerald Kallan       |
| 2002 | Gerhard Pilz        | Robert Batkowski    | Gernot Schwab       |
| 2004 | Gerhard Pilz        | Andreas Castiglioni | Gerald Kallan       |
| 2006 | Gernot Schwab       | Thomas Schopf       | Patrick Pigneter    |
| 2008 | Robert Batkowski    | Anton Blasbichler   | Patrick Pigneter    |
| 2010 | Patrick Pigneter    | Thomas Kammerlander | Anton Blasbichler   |
| 2012 | Patrick Pigneter    | Michael Scheikl     | Hannes Clara        |
| 2014 | Patrick Pigneter    | Thomas Kammerlander | Alex Gruber         |
| 2016 | Thomas Kammerlander | Patrick Pigneter    | Christian Schopf    |
| 2018 | Thomas Kammerlander | Alex Gruber         | Patrick Pigneter    |
| 2020 | Michael Scheikl     | Aleksandr Jegorow   | Alex Gruber         |
| 2022 | Alex Gruber         | Michael Scheikl     | Patrick Pigneter    |
| 2024 | Patrick Pigneter    | Michael Scheikl     | Fabian Brunner      |

#### dwójki
| Rok: | Złoto:                                   | Srebro:                                 | Brąz:                                  |
| 1970 | Anton Obernosterer Josef Lexer           | Hans Graber Enrico Graber               | Josef Hilgarter Gerhard Sandhofer      |
| 1971 | Siegfried Graber Josef Niedermair        | Anton Obernosterer Gabriel Obernosterer | Siegfried Wild Othmar Hofer            |
| 1973 | Paul Mitterstieler Peter Vötter          | Anton Obernosterer Gabriel Obernosterer | Friedrich Wurzer Bruno Wurzer          |
| 1974 | Siegfried Wild Othmar Hofer              | Robert Jud Enrico Graber                | Helmut Kleinhofer Karl Flacher         |
| 1975 | Robert Jud Enrico Graber                 | Engelbert Fuchs Enrico Graber           | Ernst Stangl Erwin Eichelberger        |
| 1977 | Robert Jud Enrico Graber                 | Johann Mair Michael Plaikner            | Hubert Mairamhof Josef Ploner          |
| 1978 | Werner Mücke Helmut Hutter               | Hubert Mairamhof Josef Ploner           | Gebhard Oberbichler Hubert Außerdorfer |
| 1979 | Werner Prantl Florian Prantl             | Damiano Lugon Andrea Millet             | Oswald Pörnbacher Enrico Graber        |
| 1981 | Alfred Kogler Franz Huber                | Hubert Mairamhof Herbert Huber          | Manfred Danklmaier Willi Danklmaier    |
| 1983 | Andreas Jud Günther Steinhauser          | Raimund Pigneter Georg Antholzer        | Roland Trattnig Harald Rabitsch        |
| 1985 | Raimund Pigneter Georg Antholzer         | Almir Betemps Corrado Hèrin             | Andreas Jud Ernst Oberhammer           |
| 1987 | Andreas Jud Ernst Oberhammer             | Almir Betemps Corrado Hèrin             | Arnold Lunger Günther Steinhauser      |
| 1989 | Arnold Lunger Günther Steinhauser        | Manfred Gräber Ernst Marmsoler          | Reinhold Buchmann Manfred Als          |
| 1991 | Krzysztof Niewiadomski Oktawian Samulski | Roland Niedermair Ernst Hubert Burger   | Georg Eberharter Walter Mauracher      |
| 1993 | Almir Betemps Corrado Hèrin              | Jürgen Pezzi Christian Hafner           | Reinhold Buchmann Manfred Als          |
| 1995 | Helmut Ruetz Andi Ruetz                  | Martin Psenner Arthur Künig             | Jürgen Pezzi Christian Hafner          |
| 1997 | Helmut Ruetz Andi Ruetz                  | Martin Psenner Christian Hafner         | Reinhard Beer Herbert Kögl             |
| 1999 | Helmut Ruetz Andi Ruetz                  | Peter Lechner Peter Braunegger          | Armin Mair David Mair                  |
| 2002 | Wolfgang Schopf Andreas Schopf           | Reinhard Beer Herbert Kögl              | Andrzej Laszczak Damian Waniczek       |
| 2004 | Pawieł Porszniew Iwan Łazariew           | Denis Alimov Roman Molvistov            | Wolfgang Schopf Andreas Schopf         |
| 2006 | Pawieł Porszniew Iwan Łazariew           | Christian Schatz Gerhard Mühlbacher     | Denis Alimov Roman Molvistov           |
| 2008 | Pawieł Porszniew Iwan Łazariew           | Patrick Pigneter Florian Clara          | Aleksandr Jegorow Piotr Popow          |
| 2010 | Patrick Pigneter Florian Clara           | Andrzej Laszczak Damian Waniczek        | Aleksandr Jegorow Piotr Popow          |
| 2012 | Pawieł Porszniew Iwan Łazariew           | Christian Schopf Andreas Schopf         | Christian Schatz Gerhard Mühlbacher    |
| 2014 | Patrick Pigneter Florian Clara           | Pawieł Porszniew Iwan Łazariew          | Aleksandr Jegorow Piotr Popow          |
| 2016 | Patrick Pigneter Florian Clara           | Christian Schopf Andreas Schopf         | Pawieł Porszniew Iwan Łazariew         |
| 2018 | Patrick Pigneter Florian Clara           | Rupert Brüggler Tobias Angerer          | Aleksandr Jegorow Piotr Popow          |
| 2020 | Patrick Lambacher Matthias Lambacher     | Pawieł Porszniew Iwan Łazariew          | Patrick Pigneter Florian Clara         |
| 2022 | Pawieł Porszniew Iwan Łazariew           | Patrick Pigneter Florian Clara          | Fabian Achenrainer Simon Achenrainer   |
| 2024 | Maximilian Pichler Nico Edlinger         | Matthias Lambacher Peter Lambacher      | Tobias Paur Andreas Hofer              |

### Drużynowo
| Rok: | Złoto:                                                                                  | Srebro:                                                                                | Brąz:                                                                                    |
| 2010 | Austria 1 · Melanie Batkowski · Thomas Kammerlander · Christian Schopf · Andreas Schopf | Włochy 1 · Renate Gietl · Alex Gruber · Patrick Pigneter · Florian Clara               | Austria 2 · Marlies Wagner · Gerald Kammerlander · Christian Schatz · Gerhard Mühlbacher |
| 2012 | Rosja 1 · Jekatierina Ławrientjewa · Jurij Tałych · Paweł Porszniew · Iwan Łazariew     | Austria 2 · Tina Unterberger · Thomas Schopf · Christian Schatz · Gerhard Mühlbacher   | Austria 1 · Melanie Batkowski · Michael Scheikl · Christian Schopf · Andreas Schopf      |
| 2014 | Włochy · Melanie Schwarz · Alex Gruber · Patrick Pigneter · Florian Clara               | Rosja · Jekatierina Ławrientjewa · Stanisław Kowszik · Paweł Porszniew · Iwan Łazariew | Austria · Tina Unterberger · Thomas Kammerlander · Christian Schopf · Andreas Schopf     |
| 2016 | Włochy I · Evelin Lanthaler · Alex Gruber · Patrick Pigneter · Florian Clara            | Austria I · Tina Unterberger · Thomas Kammerlander · Christian Schopf · Andreas Schopf | Rosja I · Jekatierina Ławrientjewa · Gregorij Bukin · Aleksander Jegorow · Piotr Popow   |
| 2018 | Austria · Tina Unterberger · Thomas Kammerlander · Rupert Brüggler · Tobias Angerer     | Włochy · Evelin Lanthaler · Alex Gruber · Patrick Pigneter · Florian Clara             | Rosja · Daria Maleeva · Aleksander Jegorow · Paweł Porszniew · Iwan Łazariew             |
| 2020 | Włochy · Evelin Lanthaler · Patrick Pigneter · Alex Gruber                              | Austria · Tina Unterberger · Michael Scheikl · Fabian Achenrainer                      | Rosja · Jekatierina Ławrientjewa · Aleksandr Jegorow · Aleksiej Martianow                |
| 2022 | Włochy · Evelin Lanthaler · Alex Gruber                                                 | Austria · Tina Unterberger · Michael Scheikl                                           | Rosja · Jekatierina Ławrientjewa · Aleksandr Jegorow                                     |
| 2024 | Włochy · Evelin Lanthaler · Patrick Pigneter                                            | Austria · Riccarda Rütz · Michael Scheikl                                              | Niemcy · Lisa Walch · Bine Mekina                                                        |